# Kluisbergen
Kluisbergen est une commune néerlandophone de Belgique située en Région flamande, dans la province de Flandre-Orientale.

## Toponymie
Cette commune, tout comme la commune wallonne de Mont-de-l'Enclus, tire son nom du Mont de l'Enclus (nl: Kluisberg), éminence géographique qui les sépare.

## Géographie

### Sections de la commune
| # | Section         | Superf. (km²) | Habitants (2020) | Habitants par km² | Code INS |
| - | --------------- | ------------- | ---------------- | ----------------- | -------- |
| 1 | Ruien (II)      | 9,80          | 2.819            | 288               | 45060A   |
| 2 | Berchem (I)     | 6,55          | 2.482            | 379               | 45060B   |
| 3 | Kwaremont (III) | 8,67          | 720              | 83                | 45060C   |
| 4 | Zulzeke (IV)    | 5,61          | 554              | 99                | 45060D   |

### Communes limitrophes
| - a. Renaix - b. Nukerke (commune Maarkedal) - c. Melden (ville d'Oudenaarde) - d. Elsegem (commune Wortegem-Petegem) - e. Kerkhove (commune Avelgem) |

| - f. Waarmaarde (commune Avelgem) - g. Avelgem (commune Avelgem) - h. Orroir (commune Mont-de-l'Enclus) - i. Amougies (commune Mont-de-l'Enclus) - j. Russeignies (commune Mont-de-l'Enclus) |

### Carte

Kluisbergen, sections et communes limitrophes

## Héraldique
|  | La commune possède des armoiries qui lui ont été octroyées le 9 mai 1989. Kluisbergen a été créée le 1er janvier 1977 à la suite de la fusion de quatre municipalités. Les armoiries combinent les précédentes armoiries de Berchem et de Ruien. Quaremont n'avait pas d'armoiries, celles de Zulzeke n'étaient pas historiquement correctes et ne pouvaient donc pas être utilisées. Comme Ruien, Quaremont et Zulzeke formaient le même domaine avant 1799, les armoiries de Ruien pourraient représenter les trois villages. Initialement, la nouvelle municipalité a choisi d'utiliser les armes Zulzeke qui sont les armoiries les plus anciennes utilisées dans la municipalité, mais elles n'ont jamais demandé d'octroi officiel. Quand ils ont finalement posé leur candidature, le Conseil héraldique flamand a proposé les armoiries actuelles qui ont été acceptées par la municipalité. Les armoiries de Berchem lui avaient été octroyées le 28 mai 1956. Le village n'avait pas son propre sceau et a donc décidé d'utiliser les armes des seigneurs de Berchem au XVIIIe siècle, la famille Pottelsberghe de la Potterie. Les armoiries de Ruien lui avaient été octroyées le 30 septembre 1969. Le village n'avait pas son propre sceau et a donc décidé d'utiliser les armes de la famille Odemaere qui a acquis les villages de Quaremont, Zulzeke et Ruien en 1772 et était donc les derniers seigneurs du village. Les armoiries de Zulzeke lui avaient été octroyées le 4 août 1818 et confirmées le 18 juin 1845. Elles montraient soit Cérès, déesse de l'agriculture qui a alors la même origine que les armes de Nukerke, toutes deux appartenant à la baronnie Zulzeke ou Diane déesse de la chasse. L'origine exacte n'est pas connue. En 1813, le maire demanda les armoiries mais sans fournir de couleurs. Comme d'habitude dans de tels cas, le tribunal néerlandais de la noblesse n'a utilisé que les couleurs nationales. Cela n'a pas été corrigé après l'indépendance de la Belgique lorsque les armoiries ont été confirmées en 1845. Blasonnement : Parti: 1. D'azur à la fasce d'or, accompagnée de trois croissants de lune d'argent. 2. de sable au cor de chasse d'argent, enguiché et virolé d'or, lié de gueules, et au chef d'or. Source du blasonnement : Heraldy of the World. |

## Démographie

### Évolution démographique
Graphe de l'évolution de la population de la commune. Les données ci-après intègrent les anciennes communes dans les données avant la fusion en 1977.
- Source : DGS - Remarque: 1831 jusqu'à 1981=recensement; depuis 1990=nombre d'habitants chaque 1er janvier[3]

## Environnement

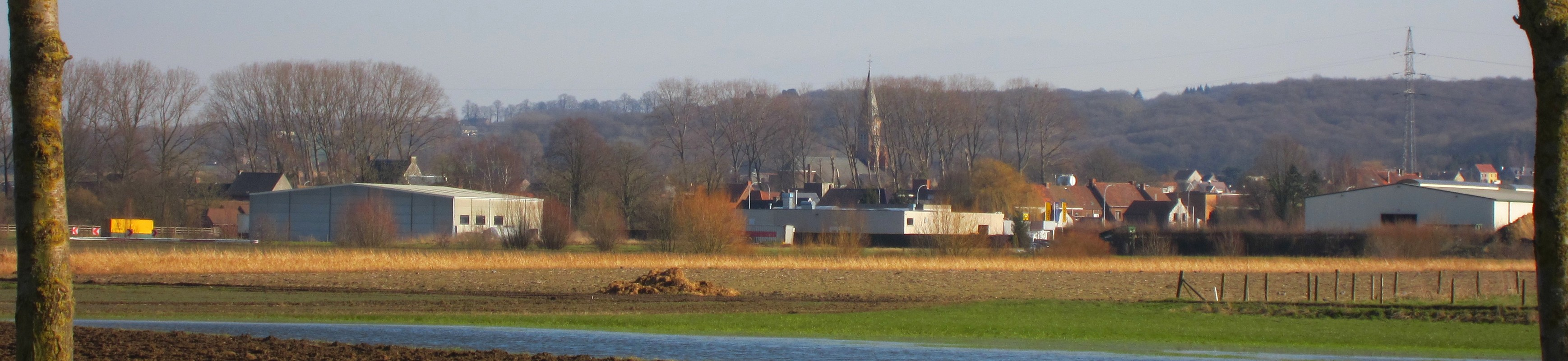
Kluisbergen